# レオン佐久間
レオン佐久間（れおん さくま、1948年12月4日 - ）は、日本のイラストレーター。主にへるす出版の消化器外科、救急医学のイラストを担当。臨床図譜を専門とするメディカルイラストレーター。

## 来歴
兵庫県芦屋市出身。芦屋市立岩園小学校卒業。芦屋市立山手中学校卒業。1967年に仁川学院高等部を卒業。1971年に明星大学人文学部を卒業後、阿佐ヶ谷美術学園ビジュアルデザイン科にてイラストを学ぶ。1974年卒業。
1974年から1977年まで日本経営新聞社編集部（広告デザイン、挿絵担当）に所属していたが、1976年からフリーランスとして活動を開始する。1978年より、へるす出版「消化器外科」巻頭（手術手技アトラス）を担当する。
埼玉県在住ということから、東松山市の市議会議員を務める。その間もメディカルイラストレーターをしての活動を続ける。
日本メディカルイラストレーション学会。2016年１２月４日設立総会が岡山県倉敷市の川崎医科大学附属「現代医学教育博物館」で開催された。初代会長レオン佐久間。
2016年8月中国北京大学中日友好病院の招請で講演、メディカルイラストレーションの普及につとめる。
1995～2007年：埼玉県東松山市市議会議員
2011年：川崎医療福祉大学 医療福祉マネジメント学部医療福祉デザイン学科 特任教授
2012年：川崎医療福祉大学 医療福祉マネジメント学部医療福祉デザイン学科 教授
2014年4月：川崎医療福祉大学 医療福祉マネジメント学部医療福祉デザイン学科 特任教授

## 主な仕事
消化器外科・救急医学・消化器外科原色図譜・ 外科基本手術・救急救命士標準テキスト・ 局所解剖・医学大辞典・最新ガン全書・外科学・膵癌の手術・実践の手術手技など。

## 所属学会および学会活動
- 日本メディカルイラストレーション学会
- 美術解剖学会[8]
- 臨床美術学会[9]
- 日本グラフィックデザイナー協会[10]
- 日本イラストレーター協会[11]
- コミュニティー政策学会[12]
- 地域活性学会[13]
- 日本内視鏡外科学会[14]
- 社会福祉法人 昴 （監事）[15]
- NPO法人まちづくり楽会[16]

第76回 日本臨牀外科学会総会（2014年11月20～22日　学会会長：竹之下誠一 福島県立医科大学器官制御外科学講座）において、メディカルイラストレーターの立場から講演を行っている。